# Kevin Schwantz
Kevin Schwantz, né le 19 juin 1964 à Houston, est un pilote de vitesse moto américain.
Comme beaucoup de jeunes Américains, il commence par le motocross. Devenu l'un des meilleurs régionaux du Texas, il décide de quitter cette discipline en 1983 après un sérieux accident. Il poursuit sa carrière en Superbike aux États-Unis. C'est dans cette discipline qu'il rencontre Wayne Rainey, qui devint son grand rival pour les années suivantes. Cette rivalité commence lors du championnat national 1987, finalement remporté par son adversaire. Il participe à son premier GP500 en 1986 en tant que pilote invité. Il fait quelques apparitions en 1987 dans la même catégorie.
Il rejoint l'Europe pour le championnat du monde en 1988. Première saison complète en 500 cm3 chez Suzuki, il remporte son premier grand prix lors de la course inaugurale de la saison au Japon. Son rival Wayne Rainey rejoint, lui, l'écurie de l'ancien champion du monde Kenny Roberts chez Yamaha. Les années suivantes, la catégorie reine connaît l'une des périodes les plus riches de son histoire. La concurrence et le talent des Wayne Gardner, Michael Doohan, Eddie Lawson, Randy Mamola, Wayne Rainey et Kevin Schwantz offrent des courses disputées.
Schwantz doit toutefois compenser le manque de puissance de sa Suzuki vis-à-vis des Yamaha et Honda de ses concurrents par un pilotage extrême qui le conduit souvent à la chute, mais lui apporte une grande popularité pour ses dépassements.
Il atteint finalement le sommet de sa carrière en 1993 en remportant le titre 500 cm3 avec, au passage, quatre victoires.
L'accumulation des blessures passées et l'accident qui laisse son rival Wayne Rainey paralysé lors du grand prix d'Italie le conduisent à mettre un terme à sa carrière avant le début de la saison 1995. Il termine ainsi sa carrière en grand prix sur 25 victoires. Il connaît le rare honneur de voir son numéro fétiche, le 34, retiré par la Fédération internationale de motocyclisme.
Il fera, ensuite, une carrière en sport automobile, en NASCAR et en championnat de voitures de tourisme, avant de courir au Bol d'Or 2004 sur Suzuki avec deux journalistes de Moto Revue et L’Intégral, Thierry Traccan et David Dumain.
Il fait son retour dans le paddock en 2007 pour conseiller le team Suzuki MotoGP.
Idole de Valentino Rossi, il est l'une des légendes vivantes de la course moto. 
Le 6 novembre 2011 Kevin Schwantz a piloté la Honda RC213V de Marco Simoncelli du Team Fausto Gresini pour un tour d'honneur durant le grand prix de Valence suivi de tous les pilotes des 3 catégories moto 125 cm3, Moto2 et MotoGP.

## Palmarès
- 8e de 500 en 1988
- 4e de 500 en 1989
- 2e de 500 en 1990
- 3e de 500 en 1991
- 4e de 500 en 1992
- Champion du monde de 500 cm3 en 1993
- 4e de 500 en 1994
- 15e de 500 en 1995
- 25 victoires en grand prix 500
- 1 victoire en 1988, 6 en 1989, 5 en 1990, 5 en 1991, 1 en 1992, 4 en 1993, 2 en 1994